# Elbasan
Elbasan (albánsky: Elbasan nebo také Elbasani) je město ve střední Albánii, jihovýchodně od metropole Tirany. Nachází se na řece Shkumbin cca 60 km od pobřeží Jaderského moře, a má statut krajského i okresního města. Žije zde přibližně 79 tisíc obyvatel, je to jedno z největších měst v zemi (po Skadaru a Tiraně).
Město se rozkládá v širokém údolí řeky Shkumbin (na jeho soutoku s říčkou Zaranika). Je obklopené řadou horských hřebenů, jejichž nejvyšší nadmořská výška dosahuje okolo 900 m n. m. Samotné město se rozkládá na prostranství s nadmořskou výškou 150 m n. m.

## Název
Název města pochází z tureckého El Basan, tam byl převzat z arabštiny. Město tak pojmenoval sultán Mehmet II. v 15. století krátce po svém obnovení. V tureckém jazyce znamená dobytou zemi, patrně po albánských povstalcích, kteří kladli odpor postupující ale lépe organizované turecké armádě.
Historické názvy města v dalších jazycích odkazují na nově budovanou pevnost v raných dobách turecké nadvlády nad městem (řecky Νεόκαστρον, srbsky Novi Grad/Нови Град, italsky Terra Nuova). Tyto názvy nicméně vyšly z užívání.[zdroj?]

## Historie
Založení města se datuje do 1. století. Tehdy zde existovala římská osada, nacházející se na cestě Via Egnatia. Nesla název Mansio Scampa a nacházela se v blízkosti jeho současného středu. Postupně se osada změnila v antické město.

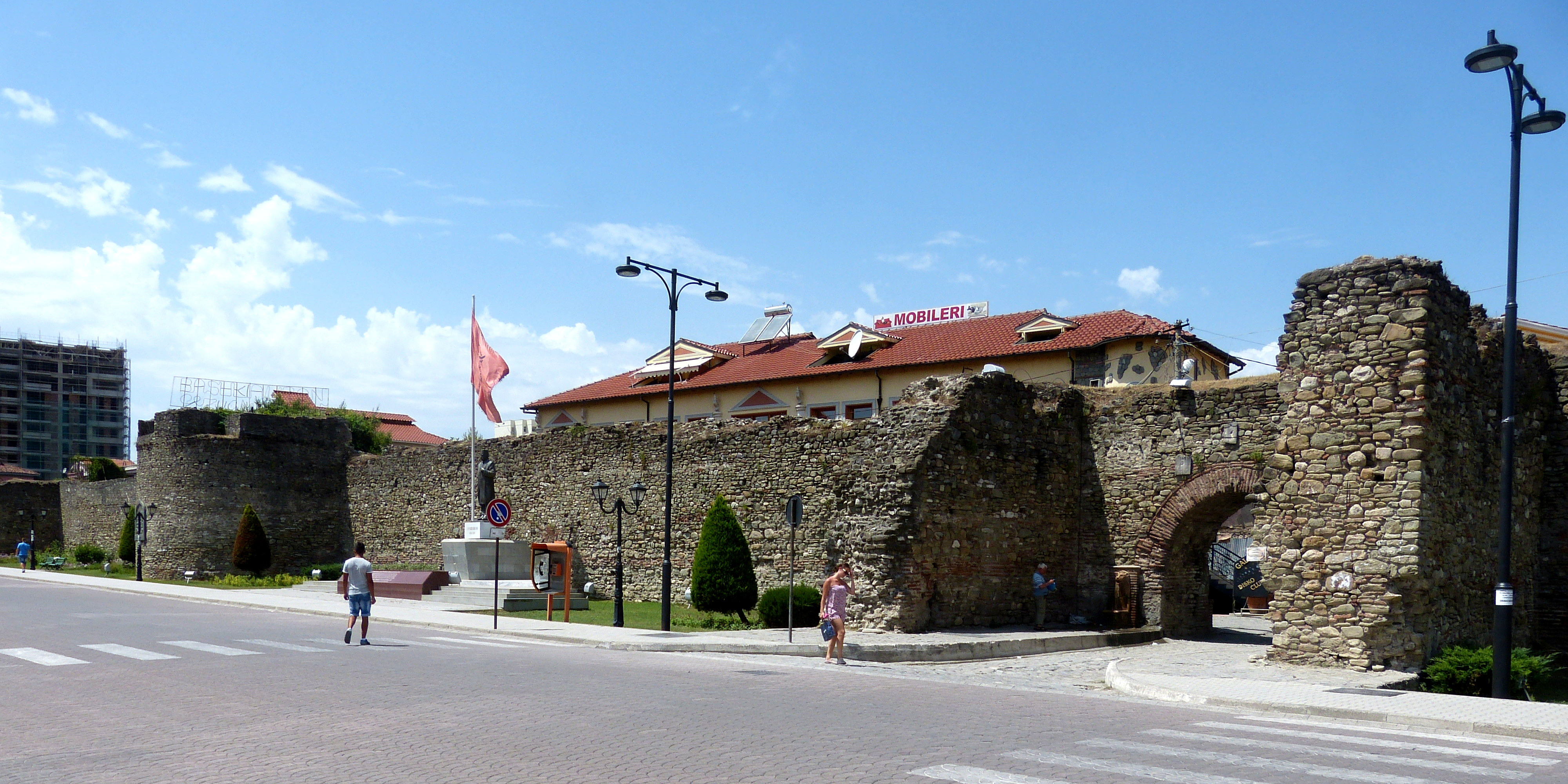
Pozůstatky středověké pevnosti.

Jak postupně říše ztrácela svoji sílu a čelila stále častěji útokům Barbarů, bylo ve 4. století rozhodnuto o vybudování pevnosti. Ta měla několik věží a její plocha zaujímala rozlohu 300 m2 V pozdní antice nesl Elbasan název Scampis, resp. Hiscampis – podle původního římského názvu a také dnešní řeky Shkumbin, která Elbasanem protéká.
V dobách raného křesťanství se zde usídlilo biskupství, byly vybudovány některé kostely a také katedrála. Za vzestupu Byzantské říše a vlády císaře Justiniána I. byla rozšířena a opravena pevnost. Jako byzantské[zdroj?] město přežil několik útoků Bulharů a Ostrogótů. O existenci Elbasanu se také zmiňoval v 6. století Prokopios z Kaisareie. Pozůstatky byzantské baziliky z přelomu 5. a 6. století byly v centru dnešního města odhaleny při archeologickém průzkumu v roce 2014.
Do příchodu Turků na území Balkánu byl Elbasan nejspíše z nějakého důvodu opuštěný. Nejspíše mu poslední ránu uštědřil příchod Slovanů. Osmané zde nicméně velmi záhy po svém příchodu umístili vojenskou posádku, neboť velmi dlouhou dobu bojovali s albánskými vbouřenci a ne a ne dobýt jejich pevnost v Kruji. Samotné město je opětovně doloženo k roku 1466. Sultán Mehmet II. nechal přestavět pevnost a obklopit ji hlubokými příkopy. V roce 1492 byla dokončena místní mešita, která nesla jméno sultána, a byla dochována jako nejstarší na území Albánie. Řada dalších mešit a náboženských památek z 16. a 17. století byla nicméně ve století dvacátém v souvislosti s násilnou ateizací země zbořena a do současné doby se nedochovala.

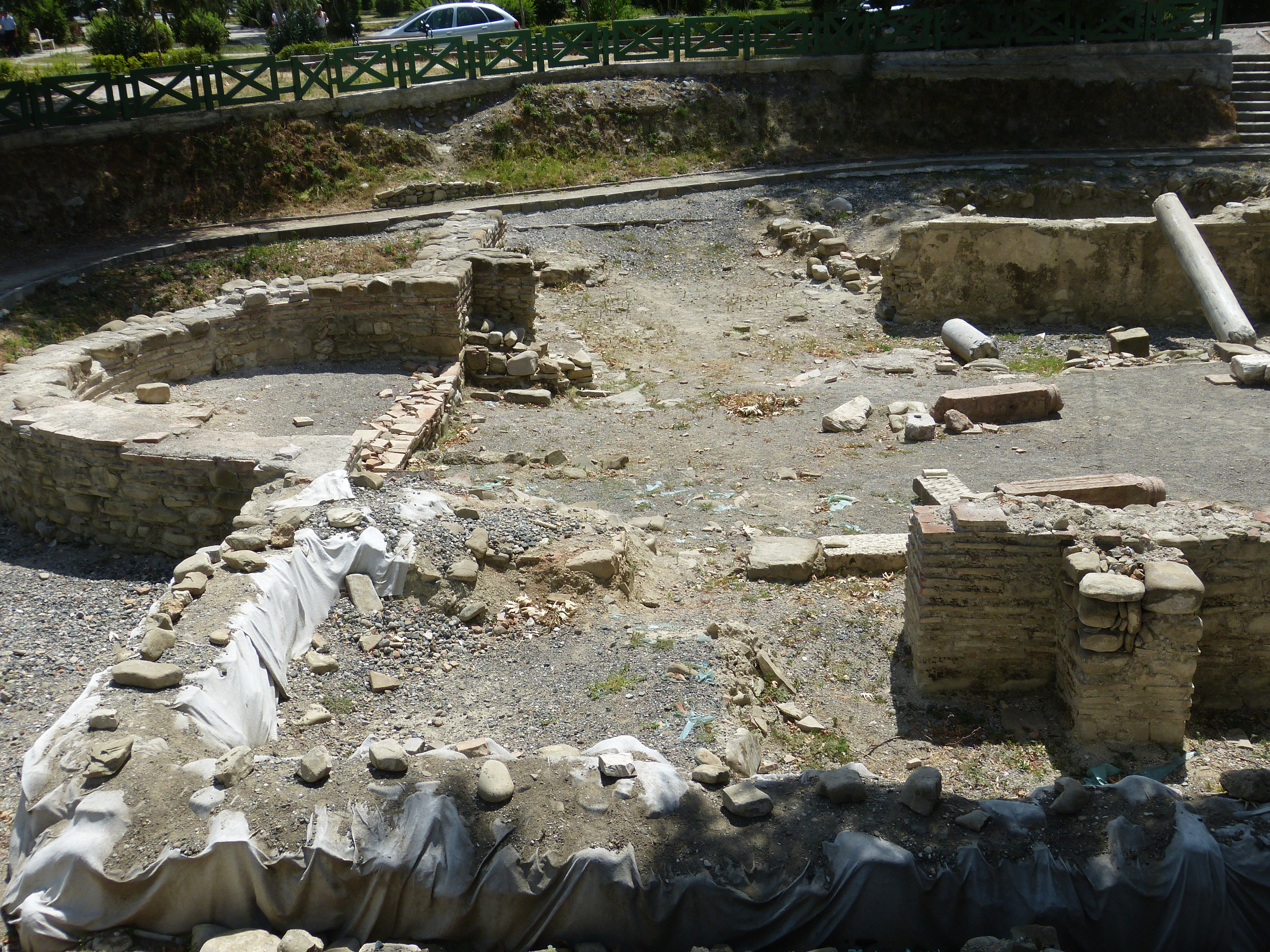
Pozůstatky základů původní baziliky.

Postupem času se stal Elbasan regionálním centrem. Součástí Osmanské říše zůstal následujících 445 let, až do roku 1912. Byl zřízen tzv. Elbasanský sandžak, a to buď po dokončení místní pevnosti, nebo až později (do té doby mělo být město součástí Ohridského sandžaku. V roce 1467 sem bylo přesunuto křesťanské obyvatelstvo ze Skopje, Ohridu, Serresu a Kastorie.
Podle záznamů tureckého cestovatele Evliji Čelebiho, který město navštívil, na konci 17. století mluvili všichni místní obyvatelé albánsky, uměli ale také turecky a místní vzdělaná elita ovládala perštinu. Obchodníci mluvili řecky a franckými (západoevropskými) jazyky. Ke konci 17. století měl Elbasan okolo 2000 obyvatel a byl otevřen pro kupce i z řady evropských zemí. Několik desítek místních trhovců obchodovalo např. s Benátskou republikou.
Pevnost, která vznikla ve středověku, nechal roku 1832 místní správce Reshit Pasha zbourat. Jižní a západní část opevnění se nicméně dochovala a v místech určených původně pro vojenskou posádku byly vybudovány nové domy. V závěru století devatenáctého žilo v Elbasanu na 3000 muslimských rodin, 280 pravoslavných rodin které žily především v křesťanské čtvrti a 180 arumunských rodin, které žily na okraji města. Na začátku 19. století mělo město okolo patnácti tisíc obyvatel. Trojlodní katedrála zasvěcená Panně Marii byla dokončena v roce 1833.
Roku 1896 došlo v Elbasanu k protestům albánského obyvatelstva, které bylo nespokojené především s výší daní. Místní chtěli také zavést výuku na školách v albánském jazyce.
V roce 1905 se místní obyvatelstvo opět vzbouřilo proti turecké nadvládě a rovnou vyhnalo osmanského správce ven z města. Ve snaze obnovit svojí moc byla osmanská armáda přinucena město v následujících týdnech násilně obsadit.
Roku 1908 se zde uspořádal kongres, který potvrdil dřívější rozhodnutí z Bitoly (Monastiru). Přítomných 35 učenců se rozhodlo pro výběr písma, kterým má být albánština zapisována. Ve městě samotném proběhly v tu dob velké demonstrace. Rozhodnutím nicméně skončil dlouholetý spor v rámci albánského národního obrození v tom, jaké písmo má jazyk používat (byla nakonec vybrána i přes protest muslimských duchovních latinka). Rovněž byla zahájena i rozsáhlá kampaň za zvýšení míry gramotnosti obyvatelstva. Největší budova ve městě, kterou byla místní věznice, byla přebudována na školu. Otevřeny byly nové tiskárny a ve velkém tisknuty učebnice.

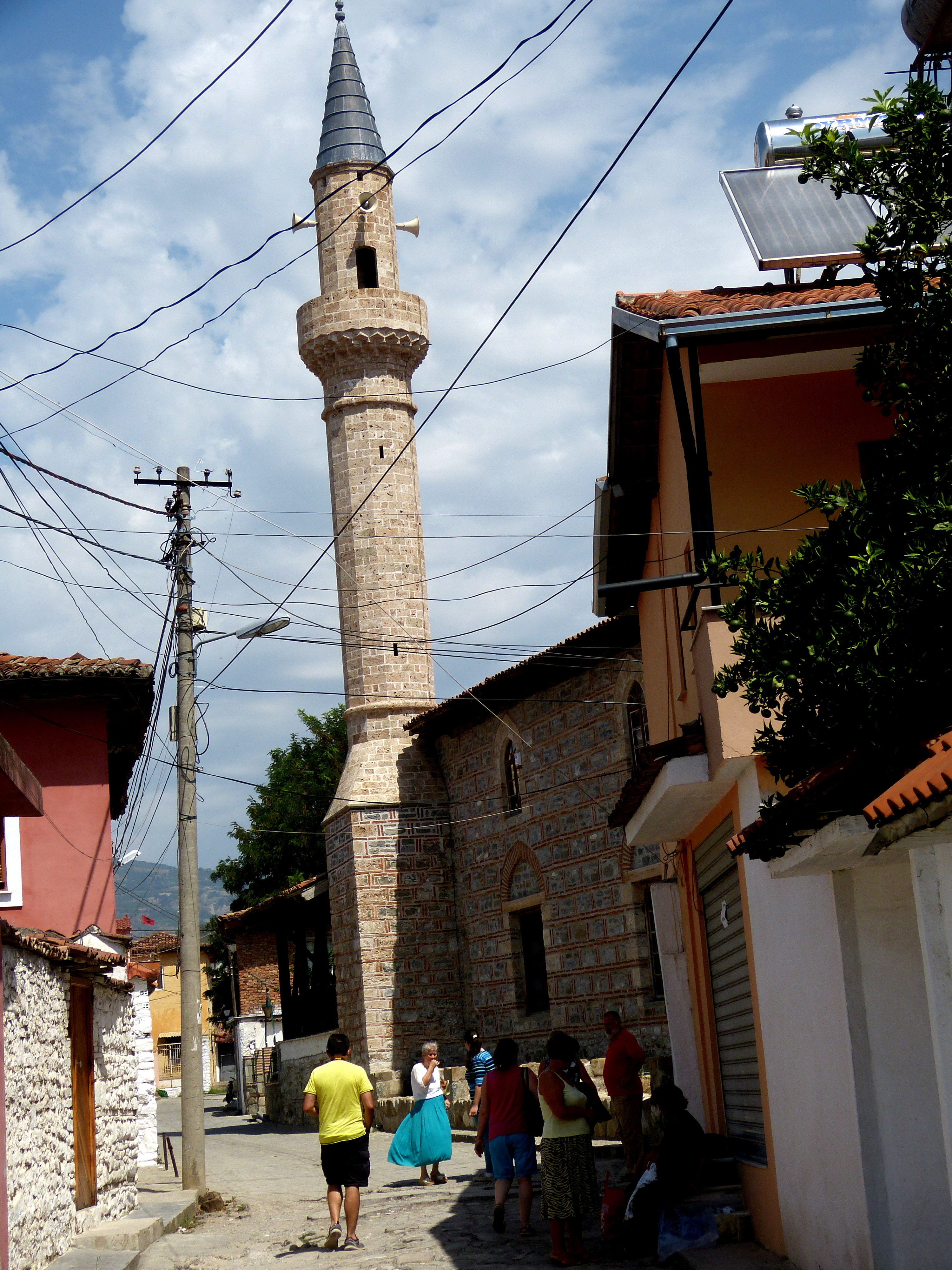
Královská mešita ze sklonku 15. století.

Od roku 1912 bylo město součástí nezávislé Albánie. Tehdejší předseda první dočasné albánské vlády Ismail Kemal apeloval, aby se Elbasan díky své vhodné poloze přímo ve středu země stal novou metropolí státu. Ve svém přesvědčení však nakonec neuspěl a byla vybrána severněji položená Tirana. A to i přes to, že pro Elbasan se vyslovili i zástupci Rakousko-Uherska.
Nedlouho poté, v listopadu 1912 jej obsadila srbská armáda stahující se ze Srbska na jih.
V období první světové války město obsadila vojska Srbska, Rakousko-Uherska, Bulharska a Itálie. Bulharské vojsko do Elbasanu vstoupilo dne 29. ledna 1916, v březnu téhož roku předala vojenskou správu Rakousko-Uhersku. Bulhaři namísto toho přesunuli své jednotky dále na jih. Ve městě nedlouho po příchodu Rakousko-uherské armády vypukla epidemie cholery a musel být zaveden zákaz vycházení. Zároveň se však neuskutečnil plánovaný národní kongres, kterého se měl účastnit Ahmet Zogu, budoucí albánská hlava státu.
Od června 1916 do března 1917 obsazoval Elbasan s rakousko-uherskou armádou rovněž Stanislav Kostka Neumann, který shrnul své válečné vzpomínky na toto období do knihy Elbasan (1922).
Během vlády krále Zoga I. tu vznikly první průmyslové závody na výrobu tabáku a alkoholických nápojů. Do druhé světové války a Hodžova režimu však byl Elbasan ještě městem ryze osmanského rázu. Zaostalost města dokládal i fakt, že se zde nacházela jediná střední škola.
Během druhé světové války bylo město okupováno Albánií. Okupační úřady zde nechaly vypracovat velkolepý plán rozvoje a modernizace města. Projekt dokonce sloužil i jako inspirace pro socialistické projektanty po válce. Mezitím docházelo po celé Albánii k řadě protestů proti italské okupační správě. V srpnu 1942 protestovali v Elbasanu studenti, následně byla prováděna rozsáhlá zatýkání v řadách místního albánského obyvatelstva. V Elbasanu po kapitulaci Itálie sídlilo rovněž i německé velitelství pro okupační správu země.
V roce 1950 bylo napojeno na albánskou železniční síť. Město bylo modernizováno, vzniklo několik širokých bulvárů (např. Bulevari Aqif Pasha nebo Ruga Qemal Stafa).
V 70. letech už začalo hospodářství stagnovat, díky spojenectví socialistické Albánie a ČLR tu byla roku 1974 s pomoci právě Číny vybudována velká ocelárna, jejíž komíny jsou nejvyšší na Balkáně. Ocelárna zaměstnávala ve své době 8000 lidí; žila zde i malá skupina Číňanů, jejichž přítomnost však mezi Albánci vyvolávala konflikty. Ocelárna, kterou režim častoval přezdívkou "ocel Straně" (albánsky Celiku i Partise) však také způsobovala problematické znečištění, se kterým se město po desetiletí potýkalo. Vybudována byla i řada dalších továren, např. cementárny, konzervárny apod. V roce 1990 měl Elbasan 83 300 obyvatel.
Po roce 1991 nastal ekonomický rozvoj města a v druhé dekádě 21. století získalo město napojení na metropoli Tiranu prostřednictvím dálnice.

## Obyvatelstvo
Elbasan je dnes ryze albánským městem, dříve zde ale žilo i mnoho Turků.

## Ekonomika

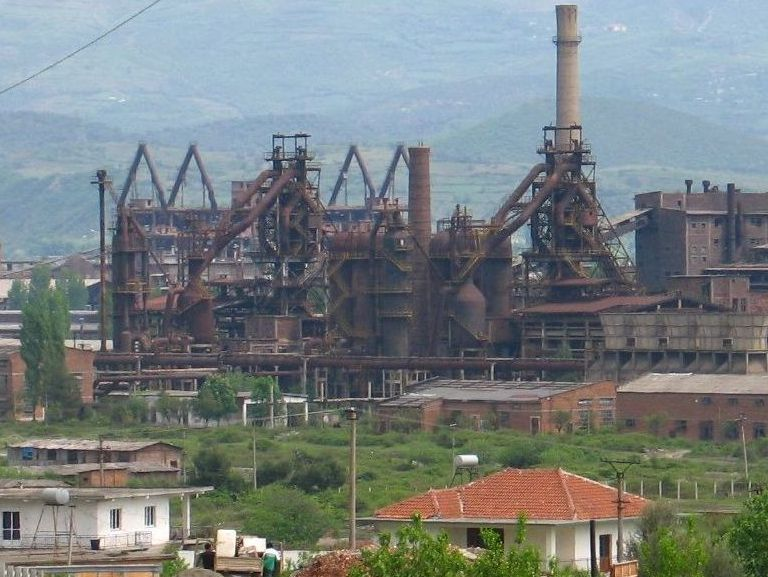
Ocelárna v Elbasanu.

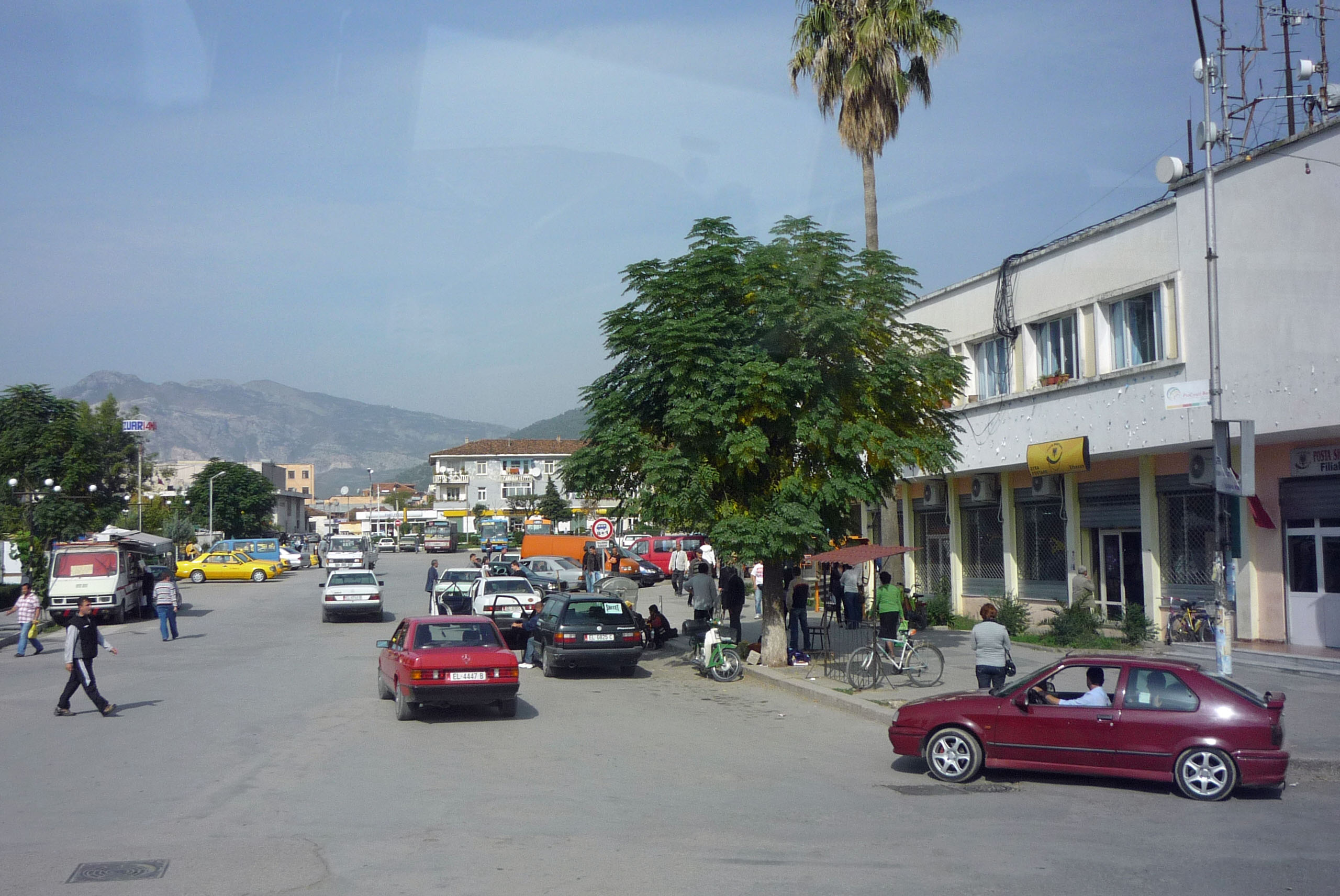
Ulice v Elbasanu.

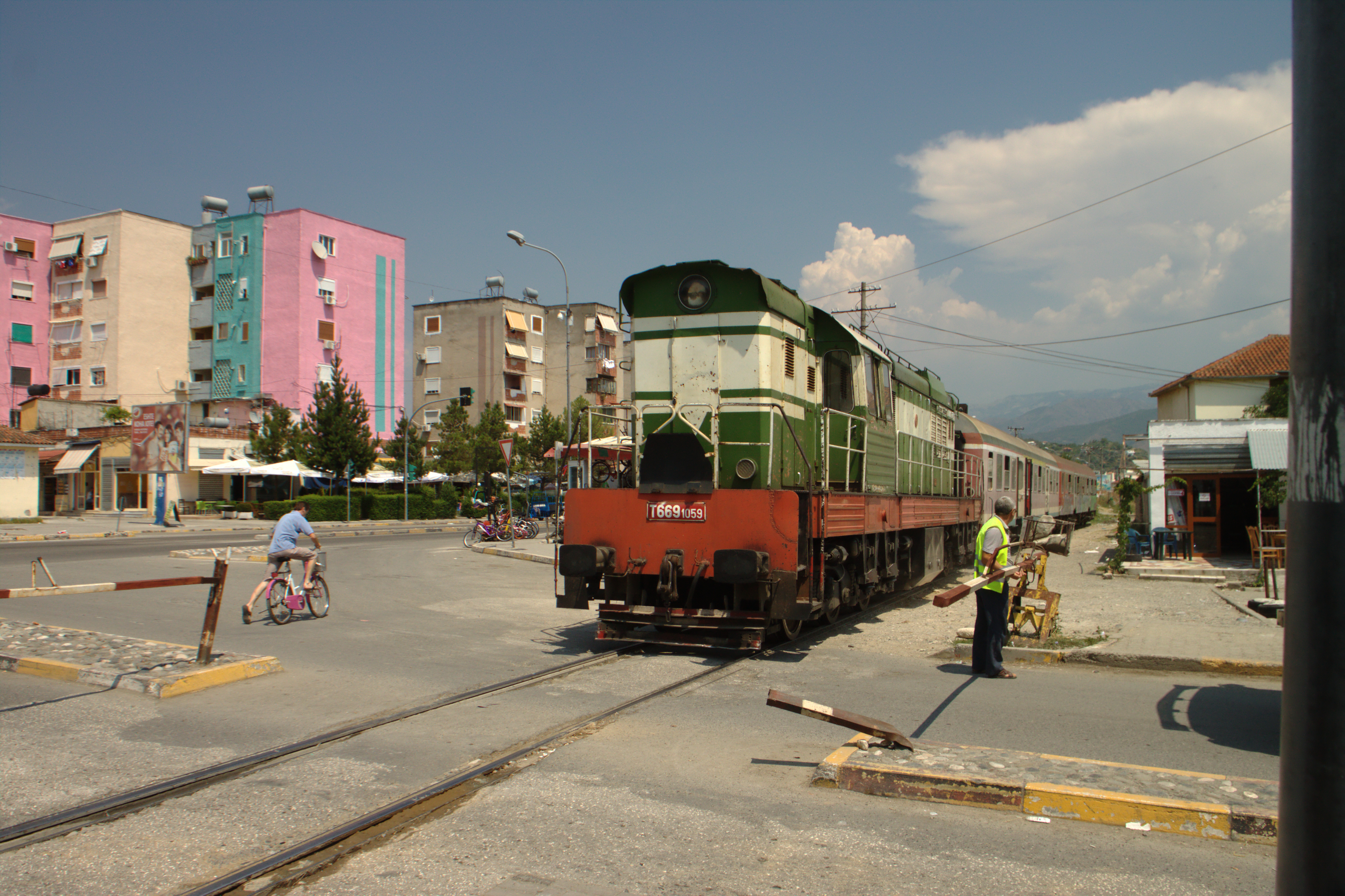
Vlak projíždějící městem.

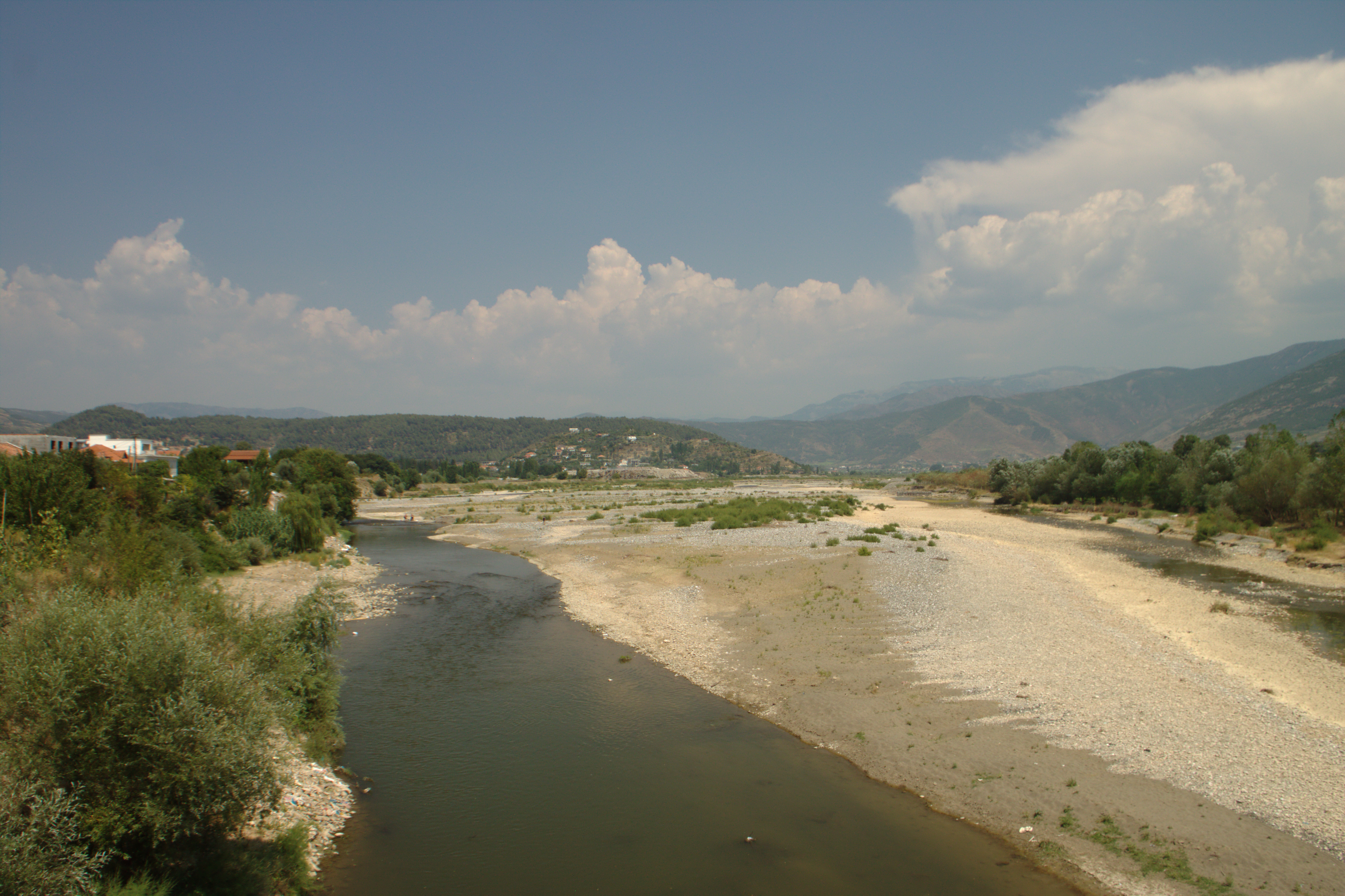
Řeka Shkumbin.

Elbasan byl v dobách existence socialistické Albánie rozvíjen jako průmyslové centrum. Kromě rozsáhlé ocelárny, která se nachází jihozápadně od města a vlastí rozlohou je se zbytkem Elbasanu srovnatelná[zdroj?], se zde nachází také cementárna, dřevozpracující průmysl apod.
Místní ocelárna po svém zprovoznění produkovala 750 tisíc tun oceli ročně, a až do roku 1990 zaměstnávala tisíce lidí. Po pádu komunistického režimu v zemi došlo k útlumu výroby. Provoz ocelárny byl obnoven až v roce 1999 po podepsání smlouvy s tureckým investorem, který se zavázal podnik zmodernizovat a dále do něj investovat prostředky.
V okolních horách se nachází řada lomů, kde se těží vápenec.

## Doprava
Hlavní dopravní tahy se v průběhu staletí vyvíjely v údolí řeky Shkumbin, která protéká Elbsanem východo-západním směrem. Železniční trať do Peqinu a do Prrenjasu procházejí město paralelně s tokem řeky. Hlavní silniční směry vedou směrem na východ (k hranici se Severní Makedonií a městu Pogradec a na západ k moři. Horským terénem směrem na sever vedou silniční tahy do Tirany, např. dálnice A3. K ní se má výhledově připojit nová dálnice k břehu Jónského moře.

## Sport
Město má jeden fotbalový klub, FK Elbasani.
Od roku 2014 získalo město také i moderní sportovní arénu s názvem Elbasan Arena, která nahradila starší stadion Ruzhdi Bizhuty. Stadion sloužil také pro mezinárodní utkání albánského národního fotbalového týmu.[zdroj?]

## Známé osobnosti
- Kostandin Kristoforidhi[32]  (1827-1895), spisovatel a překladatel
- Qemal Karaosmani (1875-1948), politik a zakladatel moderního albánského státu
- Shefqet Vërlaci (1877-1946), politik a dvojnásobný předseda vlády Albánie
- Lef Nosi (1877-1946), politik a zakladatel albánského státu
- Isuf Myzyri (1881-1956), zpěvačka a houslista
- Shefqet Dajiu (1882-1946), politik a zakladatel albánského státu
- Hasan Ceka (1900-1998), historik
- Xhafer Belegu (1904-1962), historik a diplomat
- Ibrahim Biçakçiu[33]  (1905-1977), agronom, politik a premiér Albánie
- Baki Kongoli (1913-1980), badatel lidové písně
- Qemal Stafa (1920-1942), antifašista a zakládající člen strany práce
- Todi Lubonja (1923-2005), novinář a politik
- Pirro Dodbiba (nar. 1925), politik
- Fatos Kongoli (1944), spisovatel
- Rexhep Meidani (* 1944), politik a prezident Albánské republiky od roku 1997 do roku 2002
- Saimir Pirgu (* 1981), operní zpěvačka
- Miriam Cani (* 1985), zpěvák
- Armando Sadiku (* 1991), fotbalista
- Hysen Pulaku (nar. 1992), vzpěrač